# Davy Jones (kierowca wyścigowy)
Davy Jones (ur. 1 czerwca 1964 roku w Chicago) – amerykański kierowca wyścigowy.

## Kariera
Jones rozpoczął karierę w międzynarodowych wyścigach samochodowych w 1981 roku od startów w World Championship for Drivers and Makes, gdzie jednak nie zdobywał punktów. W późniejszych latach pojawiał się także w stawce Brytyjskiej Formuły 3, Amerykańskiej Formuły Super Vee, Grand Prix Makau, Europejskiej Formuły 3, Just Juice Formula Pacific International Championship, IMSA Camel GTP Championship, Formula Pacific New Zealand International Series, American Racing Series, Indy Car World Series, Mita Copiers NZ International Formula Pacific Championship, World Sports-Prototype Championship, 24-godzinnego wyścigu Le Mans, Sportscar World Championship, International Race of Champions, NASCAR Truck Series, NASCAR Winston Cup, Indy Racing League, Indianapolis 500, American Le Mans Series, Indy Racing Northern Light Series, Grand-Am - Continental Tire Sports Car Challenge, Grand American Rolex Series oraz Grand-Am Rolex Sports Car Series.